# 613 Ginevra
613 Ginevra је астероид главног астероидног појаса. Приближан пречник астероида је 80,04 ,
а средња удаљеност астероида од Сунца износи 2,918 астрономских јединица (АЈ).
Инклинација (нагиб) орбите у односу на раван еклиптике је 7,682 степени, а орбитални период износи 1820,741 дана (4,984 године). Ексцентрицитет орбите астероида износи 0,061.
Апсолутна магнитуда астероида износи 9,67 а геометријски албедо 0,037.
Астероид је откривен 11. октобра 1906. године.